# انغولف كونت روزنبورغ

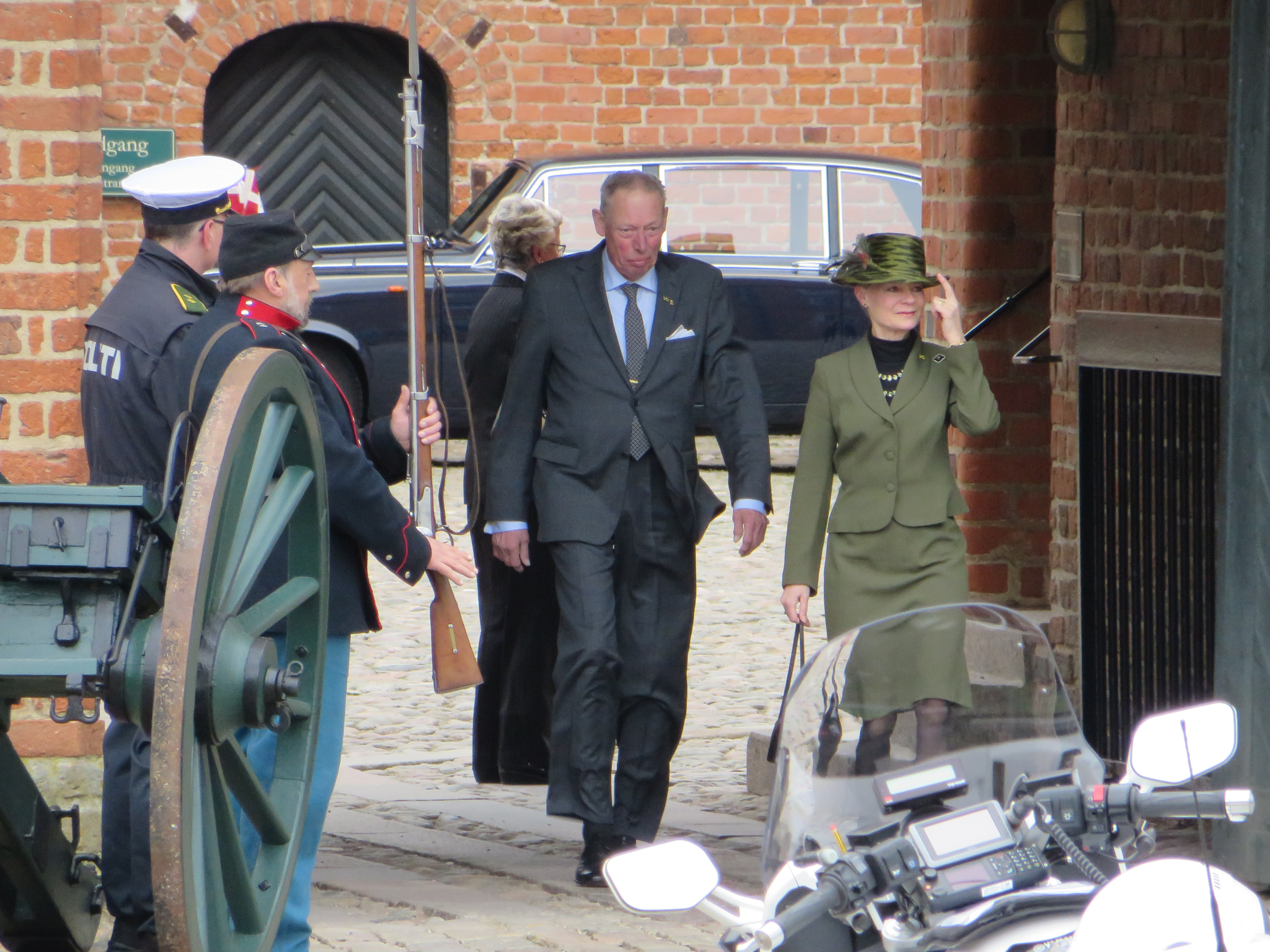
انغولف كونت روزنبورغ في عام 2014.

انغولف كونت روزنبورغ (بالدنماركية: Ingolf af Rosenborg)‏ أمير دنماركي ولد في 17 فبراير 1940 في الدنمارك ويعتبر من عائلة شليسفيش هولشتاين سوندربورغ غلوكسبورغ.